# William Morrow and Company

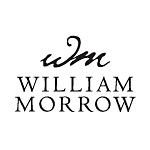
Logotipo de William Morrow and Company.

William Morrow and Company es una editorial estadounidense fundada por William Morrow en 1926. La compañía fue adquirida por Scott Foresman en 1967, vendida a Hearst Corporation en 1981 y vendida a News Corporation en 1999. La compañía es en la actualidad imprenta de HarperCollins.
William Morrow ha publicado muchas obras de escritores de ficción y no-ficción, incluyendo a Ray Bradbury, Elmore Leonard, Neal Stephenson, Erle Stanley Gardner, B.H. Liddell Hart, Neil Gaiman y Michael Chabon.

## Autores Publicados
| - Christopher Andersen - Harriet Brown - Harry Browne - Beverly Cleary - Bruce Feiler - Neil Gaiman - David J. Garrow - John Grogan - Andrew Gross - Joe Hill - Steven D. Levitt | - Elizabeth Lowell - Gregory Maguire - Aubrey Mayhew - Christopher Moore - Gerard K. O'Neill - Wayne Pacelle - Laurence J. Peter - Cokie Roberts - James Rollins - Thomas Savage - Sidney Sheldon | - Nevil Shute - Dean Silvers - Neal Stephenson - Mary Stewart - Stephanie S. Tolan - Paul G. Tremblay - Morris West - Meg Cabot - Irving Wallace - David Wallechinsky - Warren Ellis - Edward Rivera |